# Tirso Medina
Fernando Meana y Medina (Figueras, 30 de marzo de 1881-Madrid, 12 de enero de 1943) fue un escritor, periodista y novelista español bajo el seudónimo de Tirso Medina.

## Biografía
Fernando Meana y Medina nació el 30 de marzo de 1881 en Figueras, hijo de Fernando Meana y Hurtado (n. Madrid, 1843) y de María del Carmen Lucía Medina y Escudero (n. Mahón, 1860).
Comenzó a escribir en periódicos de provincias, antes su traslado a Madrid. Se presentó a oposiciones llegando a ser a ser oficial mayor del Ministerio de Justicia. Casado, no dejó de lado la literatura.
Falleció a los 61 años, el 12 de enero de 1943 en Madrid, a causa de una angina de pecho.